# 安东尼·卡特
安东尼·伯纳德·卡特（英語：Anthony Bernard Carter，1975年6月16日—），美国NBA联盟前职业篮球运动员。